# Campeonato Rondoniense 2022
In 2022 werd het 76ste Campeonato Rondoniense gespeeld voor voetbalclubs uit de Braziliaanse staat Rondônia. De competitie werd georganiseerd door de FFER en werd gespeeld van 20 februari tot 15 mei. Real Ariquemes werd kampioen. 				
- Genus degradeerde vorig seizoen, maar mocht datzelfde jaar nog deelnemen aan de heringevoerde tweede klasse en promoveerde zo meteen weer.

## Eerste fase
| Plaats | Club             | Wed. | W | G | V | Saldo | Ptn. |
| ------ | ---------------- | ---- | - | - | - | ----- | ---- |
| 1.     | Real Ariquemes   | 5    | 4 | 1 | 0 | 10:4  | 13   |
| 2.     | União Cacoalense | 5    | 2 | 2 | 1 | 9:6   | 8    |
| 3.     | Genus            | 5    | 2 | 2 | 1 | 8:5   | 8    |
| 4.     | Porto Velho (1)  | 5    | 2 | 3 | 0 | 14:7  | 3    |
| 5.     | Rondoniense      | 5    | 1 | 0 | 4 | 8:14  | 3    |
| 6.     | Pimentense       | 5    | 0 | 0 | 5 | 5:18  | 0    |

(1): Porto Velho kreeg 6 strafpunten voor het opstellen van een spits die geschorst was voor twee wedstrijden in de competitie van 2021.
|  | Geplaatst voor finale en voor de tweede fase |
|  | Geplaatst voor tweede fase                   |

## Tweede fase
In geval van gelijkspel worden strafschoppen genomen, tussen haakjes weergegeven. 
|  | halve finale     | halve finale | halve finale | halve finale |  |                  | finale | finale | finale | finale |
|  |                  |              |              |              |  |                  |        |        |        |        |
|  |                  |              |              |              |  |                  |        |        |        |        |
|  | Real Ariquemes   | 1            | 2            | 3 (3)        |  |                  |        |        |        |        |
|  | Porto Velho      | 2            | 1            | 3 (0)        |  |                  |        |        |        |        |
|  |                  |              |              |              |  | Real Ariquemes   | 0      | 0      | 0      |        |
|  |                  |              |              |              |  | União Cacoalense | 0      | 1      | 1      |        |
|  | União Cacoalense | 0            | 2            | 2            |  |                  |        |        |        |        |
|  | Genus            | 0            | 0            | 0            |  |                  |        |        |        |        |

## Finale
Heen
|             |                  |           |                |                        |
| 7 mei 19:00 | União Cacoalense | 0 – 1     | Real Ariquemes | Aglair Tonelli, Cacoal |
| 7 mei 19:00 |                  | 67' Edson |                | Aglair Tonelli, Cacoal |

Terug
|              |                 |       |                  |                           |
| 15 mei 15:30 | Real Ariquemes  | 1 – 1 | União Cacoalense | Gentil Valério, Ariquemes |
| 15 mei 15:30 | Léo Mineiro 52' |       | 61' Fabricio     | Gentil Valério, Ariquemes |

## Kampioen
| Campeonato Rondoniense de 2022     |
| Rondônia                           |
| ---------------------------------- |
| REAL ARIQUEMES Kampioen (3° titel) |